# Molí d'oli al Bassot
El Molí d'oli al Bassot és una obra de Vilalba dels Arcs (Terra Alta) protegida com a Bé Cultural d'Interès Local.

## Descripció
Edificació de planta rectangular amb antiga coberta a dues aigües, actualment desapareguda. Estava originalment dividit en tres naus i subdividit per pilars de carreus de pedra de 50 centímetres de costat, tancat per murs de pedra seca arrebossada en determinats llocs. Les obertures estan allindadas, tant amb bigues de fusta com amb peces de pedra. Es conserva la torre d'una premsa del tipus de biga i lliura, a més de rodes de molí, piles i dipòsits per l'oli. Darrere l'edificació hi ha un pou de forma el·líptica. Hi ha la data de 1856 sobre una porta.